# 北武鉄道
北武鉄道（ほくぶてつどう）は、後に秩父鉄道秩父本線の一部となる鉄道を運営していた鉄道会社。1921年（大正10年）に開業し、合併直前には東武鉄道羽生駅から埼玉県北埼玉郡忍町（現在の行田市）を経て同県大里郡熊谷町（現在の熊谷市）の熊谷駅に達する路線を営業していた。

## 歴史
北武鉄道は羽生町とその周辺の町村の有志により計画されたものであるが、免許後まもなく東武鉄道社長の根津嘉一郎がこの計画に関わるようになる。根津は資本金20万円のうち7万8000円を引受け筆頭株主となり取締役に就任し、さらに東武鉄道専務取締役の吉野伝治を常務取締役に就任させた。
ところが建設は順調にいかなかった。熊谷駅の高崎線交差部分をはじめとする築堤の造成に、水害時の溢水せき止めを危惧する沿線住民・自治体からのクレームが付き、工事が延期されたことと、さらに他社との直通のために軌条の重量を当初の18ポンドから50ポンドに変更したために建設費が20万円増加したことである。
増資をめぐり沿線町村に負担を求めることになったが、途中沿線最大の主要都邑である忍町はこの出資には消極的であった。忍町を経由する鉄道計画はそれ以前に多く浮上していたものの、いずれも頓挫しており、国鉄線への旅客輸送連絡は1901年開通の高崎線吹上駅－忍間の忍馬車鉄道（1905年より行田馬車鉄道）で賄われていた。忍町の人々は北武鉄道の採算性に懐疑的であり、いずれは東武鉄道に二束三文で買収されるのではないかという意見が占めていた。当時、日本屈指の足袋産地であった忍であるが、足袋は軽量な商品であり、各地への出荷は吹上駅への荷車直送か、必要によっては東京への荷馬車輸送で賄えていた。さらに熊谷町からも出資を渋られていた。工事は進まず竣工期限の延期申請を繰り返していたが1918年4月に延期申請は却下され、鉄道免許は失効してしまったのである。
免許を失効してしまった北武鉄道であるが、再出願に向け取締役の指田義雄と出井兵吉は羽生、忍、熊谷町の商工会に出向き出資の要請を続けていた。その間に、従来状況を静観していた秩父鉄道から出資することの確約を得ることに成功、1919年8月蒸気鉄道を電気鉄道にして再出願し、翌月に免許状を下付されたのである。1918年9月に影森-武甲間の武甲線（貨物線）を開業させ、石灰石輸送を開始する予定だった秩父鉄道は、運賃低減の観点から、秩父鉄道は自社沿線の東京方面への貨物輸送で、熊谷から国有鉄道線を経由せずに、東武鉄道を経由しての東京連絡を目論んでおり、北武鉄道による熊谷－羽生連絡はそれを実現するものであった。
9月に開かれた臨時株主総会により指田が取締役社長に就任し、諸井恒平や柿原定吉など秩父鉄道関係者も役員に就任することになった。資本金は80万円となり当初の20万円に東武鉄道関係者15万円、羽生町7万5000円、忍町10万円、秩父鉄道関係者及び熊谷町7万5000円、その他20万円という構成となった。この時期になると忍町側の足袋産業資本でも鉄道輸送への認識が高まっており、情勢が変化していたのである。
最終的な行田－熊谷間開通を前に、資本力の不足から北武鉄道は東武鉄道と秩父鉄道に合併を要請、秩父鉄道側がこれに応じたことから、1922年4月に合併を調印、同年8月の電化全通後、9月には秩父鉄道に合併された。これにより、秩父鉄道は羽生での東武鉄道連絡ルートを獲得、東武鉄道も新たな培養路線を得るに至った。そして、東京地区セメントメーカーへの石灰石供給のみから脱却すべく、1923年に諸井恒平らにより秩父セメント（現・太平洋セメント）が秩父に設立され、石灰石産地での直接セメント生産に乗り出すと、秩父鉄道と東武鉄道の輸送連携により、同社セメント製品の東京市場における価格競争力を大きく強めたのであった。
行田馬車鉄道は北武鉄道の羽生－行田開通で相当な影響を受け、経営が悪化していたことから、鴻巣へ直通する乗合自動車運行を開始していたが、続く行田－熊谷間開通が決定的な打撃となり、1923年4月に馬車鉄道を廃止して、バス専業の行田自動車に改組している。

### 年表
- 1911年（明治44年）
  - 2月25日 - 軽便鉄道免許状下付（北埼玉郡羽生町 - 大里郡熊谷町間）[2]。
  - 10月 - 北武鉄道株式会社設立。根津嘉一郎が取締役に就任[3]。
- 1918年（大正7年）4月19日 - 軽便鉄道免許失効（北埼玉郡羽生町 - 大里郡熊谷町間、指定ノ期限内ニ工事竣工セサルタメ）[4]。
- 1919年（大正8年）9月29日 - 鉄道免許状下付（北埼玉郡羽生町 - 大里郡熊谷町間）[5]。
- 1921年（大正10年）4月1日 - 羽生・行田（現在の行田市駅）間(5M10C)を開業[6]。
- 1922年（大正11年）4月 - 秩父鉄道と合併に調印。

  - 8月1日 - 行田・熊谷間(4M10C)営業運転開始[7]。
  - 9月18日 - 秩父鉄道に合併[8]。
  - 9月 - 東武鉄道社長根津嘉一郎と指田義雄、出井兵吉が合併先の秩父鉄道の監査役に就任。

## 車両
開業の時点で、蒸気機関車2両、客車2両、有蓋貨車2両が在籍した。

### 蒸気機関車
いずれも中古機関車を譲り受けたものだが、経歴は大きく異なるものの、2両とも鉄道院1100系に属する同形機である。
- 1 - 1888年、英ダブス製の車輪配置0-6-0(C)のタンク機関車。旧所属は浅野セメント ← 芸備鉄道1270 ← 東京砂利鉄道1270 ← 鉄道院1270 ← 七尾鉄道4 ← 関西鉄道1
- 2 - 1887年、英ナスミス・ウィルソン製の車輪配置0-6-0(C)のタンク機関車。旧所属は常総鉄道2 ← 鉄道院1101 ← 鉄道作業局57 ← 79。